# Ricardo Valdés Bustamante
Ricardo Valdés Bustamante (Bogotá, 1880-Santiago, 2 de julio de 1951), fue un inversionista y político chileno, miembro del Partido Liberal (PL).
Se desempeñó como senador de la República en representación de la antigua provincia de Cautín, desde 1918 hasta 1924 y, como ministro de Hacienda durante la presidencia de Arturo Alessandri, entre diciembre de 1922 y enero de 1923.

## Familia y estudios
Nació en Bogotá, Colombia en 1880; hijo del chileno Francisco Valdés Vergara, que en esa época estaba como encargado de negocios de Chile en ese país latinoamericano, y de Angela Bustamante Zavalla, de origen boliviano. 
Realizó sus estudios primarios en Bogotá, luego los secundarios en la Escuela Militar, Santiago, Chile; y dio bachillerato en humanidades, el 1 de mayo de 1899.
Se casó con Rosa Ramos Sarratea, con quien tuvo una hija, Ema.
Desde joven se dedicó a la actividad de corredor bursátil y a la prensa. Se interesó también por los estudios económicos, los que escribía en los diarios de la época y difundía en el Senado de la República.

## Trayectoria política
Militó en el Partido Liberal (PL). Fue elector de presidente de Luis Barros Borgoño en 1920; y nombrado ministro de Hacienda, en el gobierno del presidente Arturo Alessandri, el 21 de diciembre de 1922, cargo que desempeñó hasta el 12 de enero de 1923.
En las elecciones parlamentarias de 1918, fue electo diputado por la provincia de Cautín, por el período 1918-1924; fue electo en reemplazo de José María Valderrama Lira, quien falleció en el ejercicio de su cargo, en  junio de 1920. Valdés se incorporó al Congreso el 7 de octubre del mismo año. Fue senador reemplazante en la Comisión Permanente de Hacienda y Empréstitos Municipales; y en la de Obras Públicas y Colonización. En la segunda etapa de su senaturía integró la Comisión de Hacienda y Empréstitos Municipales.
Terminado su período senatorial, no fue candidato nuevamente. Durante un tiempo fue accionista y director de la Bolsa de Santiago. Paralelamente, escribió en el diario La Unión de Valparaíso; en El Mercurio, La Nación, El Diario Ilustrado, entre otros.
Falleció en Santiago, el 2 de julio de 1951.